# 抗生素滥用
抗生素滥用（或称抗生素误用、过度使用抗生素），是指对公共健康造成严重影响的抗生素滥用或过度使用。对抗生素产生抗药性的细菌正在成为日益严重的威胁，并且变得越来越普遍。这种过度使用导致生命产生多重抗药性而面临“超级细菌感染”，而这些细菌有时来自相对无害的细菌。抗生素的误用也置病人于不必要的抗药性风险中。

## 流行病学
在最近对急诊室正确使用抗生素的一项研究显示，99%的处方存在错误。在被研究的100名病人中，81名病人由于不当指示使用了氟喹诺酮。在这些使用不当的案例中，有43例（53%）没有使用应做为首选的药物，27例（33%）在文字记录中找不到任何细菌感染的证明，11例（14%）存在是否需要此类治疗的质疑。在19例因不当的指示使用了氟喹诺酮的病人中，只有1人的使用剂量和疗程时间都是正确的。
1994年的研究发现，在长期医护环境中，75%的氟喹诺酮处方被认为是不恰当的。被研究的案例中，有超过半数使用的氟喹诺酮并不是首选药物。

## 社会和经济影响
每年美国医疗保健系统里，由不良药物反应导致的住院治疗增长导致了亿万美元花费。抗生素导致的严重反应大大增加了医疗成本。在住院病人不良药物反应中，抗菌剂的不利影响占了近25%。在意大利医生记录的不良反应报告中，氟喹诺酮类药物在处方药对神经和精神的不利影响排名中位居前三。这些神经和精神的影响包括手震、混乱、焦虑、失眠、情绪激动及严重时会出现的思觉失调。莫西沙星（Moxifloxacin）是造成中枢神经系统毒性的喹诺酮类中危害最大的。中枢神经系统是氟喹诺酮介导的神经毒性的重要目标。

## 抗生素抗药性
虽然抗生素在治疗严重的传染病和危及生命的细菌感染中非常重要和必要，但是其相关的抗生素滥用，却造成了细菌抗药性的问题。由于抗生素的过度使用，比如在儿童中耳炎病例中，已经产生了对抗生素完全抵抗的超级细菌。
对氟喹诺酮等抗生素的过度使用，最终将导致它们在治疗对抗生素有抗药性的感染中变得无效，因此，对广谱抗生素的使用应有所保留。
抗生素处方过量和不适当地使用抗生素助长了细菌的抗药性。例如把氟喹诺酮做为首选抗生素的普遍误用导致了细菌的敏感性降低，这对某些严重的细菌感染有重要影响，比如与囊肿性纤维化相关的感染中，喹诺酮类是其中少量存在的抗生素之一。

## 使用不当
大约只有5-10％的支气管炎病例是由细菌引起的感染。抗生素对如普通感冒的病毒感染是没有效果的。支气管炎的大多数病例是源于病毒感染，并且具有“自我限制”，在几个星期后就会自动消退。使用抗生素如氧氟沙星治疗支气管炎的是不必要的，反而会使病人遭受严重的不良反应的风险。同样，抗生素对治疗喉咙痛也没有帮助。对于严重形式的社区获得性肺炎（community-acquired pneumonia），氟喹诺酮类药物似乎与治疗率提高有些关联，但没有发现抗生素治疗方案在死亡率上的差别。尽管如此，来自25%至39%的处方显示，采用氟喹诺酮治疗社区获得性肺炎增加了50%多。
同样，其它的氟喹诺酮类药物一般都不建议做为首选药物使用。它们通常是保留给那些病情严重的并且可能很快就需要立即住院的病人使用的。虽然氟喹诺酮类药物对治疗严重的和危及生命的细菌感染非常重要和必要，相关的氟喹诺酮类药物处方开具过多却没有控制，由此造成了细菌抗药性的问题。由于抗生素的过度使用，比如在儿童中耳炎病例中，已经产生了对抗生素完全抵抗的超级细菌。“氟喹诺酮抗药性不仅在美国，而且在全世界成为一个日益严重的问题，这在很大可能上是由于这种抗菌剂的普遍误用造成的。例如，1995年至2002年间，氟喹诺酮类药物在在美国的急诊室的使用增加了3倍，而更安全的替代品如大环内酯类药物使用显著下降。
慢性盆腔疼痛（类别IIIB），往往被误诊为慢性前列腺炎和给予不必要的氟喹诺酮药物治疗。在一项保加利亚的研究中，其被定义的所有经历微生物不良反应的患者中，65%的患者在接受氟喹诺酮类药物产生不良反应，相比较9%的患者服用安慰剂产生不良反应。同时发现使用安慰剂的组别有着较高的治愈率（69%对53%）。作者指出，“我们的研究结果显示，抗生素有着不可接受的不良副作用率，但在治愈率上却不显著。”
长期医疗护理机构中，做为首选药物治疗的环丙沙星（ciprofloxacin）的作用是有限的。1994年的研究发现，在长期医护环境中，75%的氟喹诺酮处方被认为是不恰当的。被研究的案例中，有超过半数使用的氟喹诺酮并不是首选药物。